# Coşqun Əzimov
Coşqun İnqilab oğlu Əzimov (ur. 9 września 1994) – azerski zapaśnik walczący w stylu wolnym. Zajął dziesiąte miejsce na mistrzostwach świata w 2021. Wicemistrz igrzysk wojskowych w 2015. Drugi na MŚ wojskowych w 2016 i trzeci w 2017 i 2018. Drugi w Pucharze Świata w 2018 roku.